# Amerikaans stockhuis

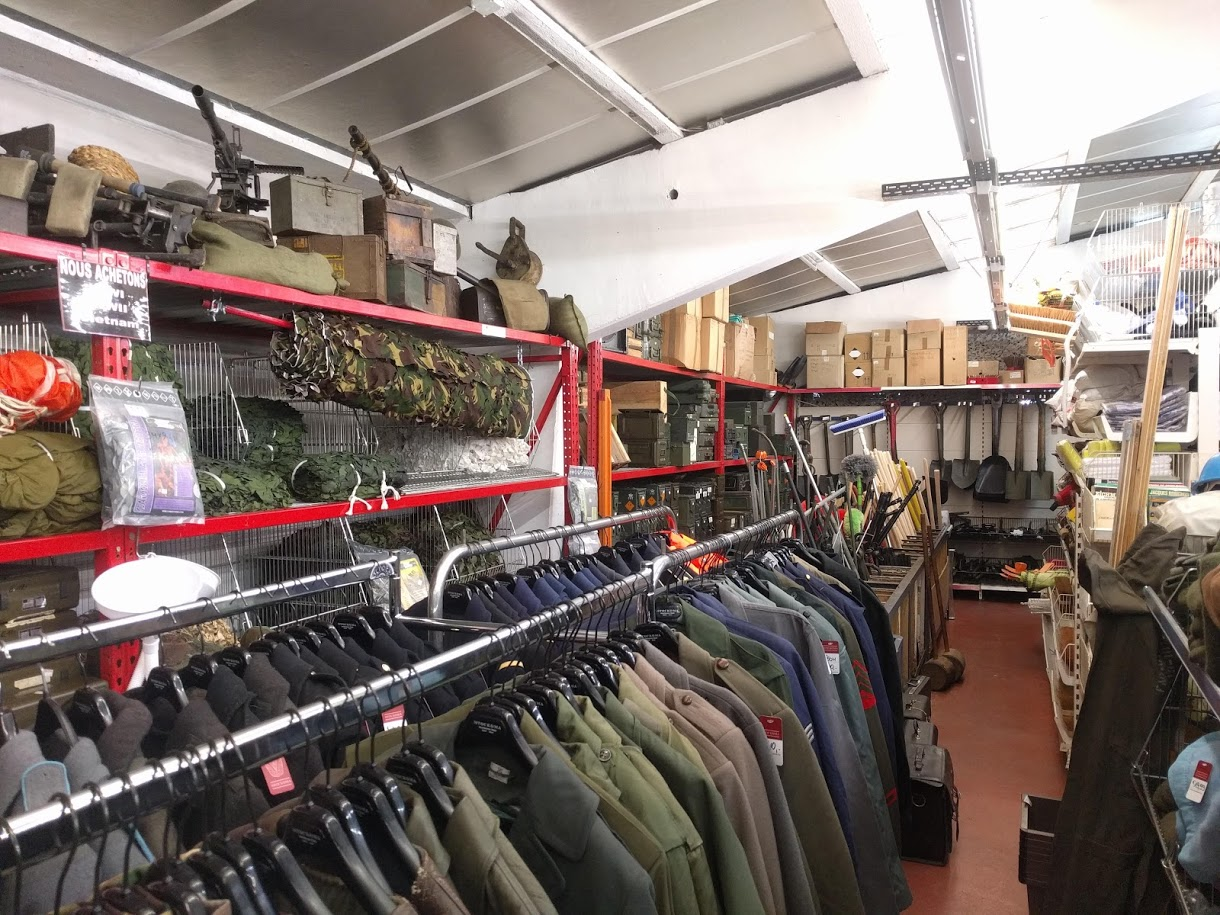
Een typisch Amerikaans stockhuis

Een Amerikaans stockhuis, ook wel stock Américain (België) of legerdump (Nederland) genaamd, is een winkel waar men oorspronkelijk Amerikaans legermateriaal verkocht, maar waarvan het assortiment gaandeweg uitgroeide tot allerhande ijzerwaren, (elektrisch) gereedschap, kleding en keukengerei. Stock Américains worden vaak gekenmerkt door een zeer divers en overvloedig aanbod dat op een nogal chaotische manier aan de klant wordt gepresenteerd. Het is een typisch Frans en Belgisch fenomeen. Tegenwoordig zijn veel Amerikaanse stockhuizen gestopt of opgegaan in een keten.

## Geschiedenis
Na de Tweede Wereldoorlog liet het Amerikaanse leger grote hoeveelheden militair materieel zoals tenten, huishoudartikelen, gereedschap, zelfs betonmolens achter in Noord-Frankrijk en België. In het kader van het Marshallplan besliste de Amerikaanse overheid deze gigantische hoeveelheden achtergebleven materieel in loten per opbod te verkopen. Lokale ondernemers brachten deze military stocks vervolgens aan de man.
Omdat er na de oorlog een groot tekort aan alles was werden deze Amerikaanse stocks al snel populair. Daarnaast had alles wat uit Amerika kwam in de ogen van de lokale bevolking, die door de Amerikanen was bevrijd, een uitstraling van kwaliteit en degelijkheid.
In bezet Duitsland werd ook geconfisqueerd Duits militair materiaal verkocht. Hiertoe werd zelfs een staatsagentschap opgericht, de Staatliche Erfassungsgesellschaft für öffentliches Gut (StEG). De verkochte goederen werden daar ook wel Stegware genoemd.
De blijvende Amerikaanse aanwezigheid tijdens de Koude Oorlog en de dienstplicht bij de Europese nationale legers zorgde voor een continue aanvoer van nieuwe militaire overstock (military surplus). Met de wijzigende economische omstandigheden begonnen de meeste Amerikaanse stockhuizen ook hun aanbod te verruimen, waarbij de focus vaak op ijzerwaren, gereedschap en werkkleding lag. Toch bleven sommige stockhuizen tot een eind in de jaren ’90 originele achtergebleven Amerikaanse stock verkopen.
Vanaf de jaren ’80 kwam er grote concurrentie van de ketens van doe-het-zelfzaken. Door het verdwijnen van de dienstplicht en het terugschroeven van de Amerikaanse aanwezigheid in Europa verdween ook de aanvoer van militaire overstock. Veel kleinere Amerikaanse stockhuizen legden de boeken neer, of gingen op in een keten. Toch kan men, vooral in Vlaanderen, nog steeds bloeiende winkels terugvinden die uit de tijd van de Amerikaanse stockhuizen stammen, en die in hun naam nog steeds naar hun ontstaansgeschiedenis verwijzen.

## Tegenwoordig
De nog overblijvende Amerikaanse stockhuizen verkopen tegenwoordig een ruim assortiment aan waren zoals gereedschap, ijzerwaren, kookgerief, werkkleding, tuinmeubelen, vaak aan een goedkope prijs. Sommige boren ook nichemarkten zoals paintball en airsoft aan. Vaak verwijzen de namen van deze winkels nog naar hun geschiedenis: het Amerikaantje, Stock Americain Vermeersch, A.S. Adventure (waarbij A.S. voor Amerikaanse Stockhuizen staat).
De term "stock americain" wordt in de Vlaamse volksmond ook wel eens gebruikt voor een rommelige omgeving.